# 7 (Bushido)
7 è il quinto album da solista del rapper berlinese Bushido. L'album è uscito il 31 agosto del 2007 attraverso la Label indipendente ersguterjunge

## Contenuto
Il 31 agosto del 2007, giorno in cui è stato pubblicato l'album, Bushido è stato ospite nella MTV-Show TRL Germany dove è stato anche intervistato dicendo che il titolo del disco 7 può essere interpretato in diverse maniere. Ad esempio che il disco potrebbe essere considerato il settimo album da solista (contando i suoi demo, Demotape (1999) e King of KingZ (2001) ), oppure i sette principi del Bushidō o anche le lettere del suo nome d´arte.

## Produzione
Su 7 hanno contribuito molti produttori: Beatlefield, Marteria, Bizzy Montana, Screwaholic, Auditory, Yvan Jaquemet, Blanco, Decay, Steddybeats, David Dos Santos. Bushido stesso ha prodotto solamente una traccia

## Successo e singoli
Il disco ha avuto una buonissima posizione nella Media Control Charts ovvero 1º posto che segnala per Bushido la prima volta il salto al vertice della classifica nella sua intera carriera musicale.
Il disco ha raggiunto sette giorni prima della pubblicazione ufficiale, grazie alle prenotazione anticipate, un disco d´oro in Germania. Alcuni giorni dopo la pubblicazione ufficiale anche in Austria è stato premiato il disco con un disco d´oro.
Alcuni mesi dopo, il disco viene premiato con un disco di platino (per la seconda volta consecutiva) in germania per aver venduto oltre 200.000 dischi.
I singoli estratti dal disco sono Alles verloren (GER #4) e Reich mir nicht deine Hand (GER #23).

## Tracce
1. Intro – 1:58
2. Hinter dem Horizont – 4:11
3. Es kann beginnen – 3:46
4. So sein wie sie – 3:46
5. Heile Welt (feat. Chakuza) – 4:18
6. Dieser eine Wunsch – 4:08
7. Alles verloren – 4:26
8. Abschaum – 4:02
9. Zeiten ändern sich – 4:09
10. Gibt es Dich ? – 4:04
11. Keine Sonne (feat. Kay One) – 3:50
12. Wo Du hier gelandet bist – 3:43
13. Reich mir nicht deine Hand – 3:59
14. Asylantenstatus (feat. Summer Cem) – 4:09
15. Regenbogen – 3:45
16. Wer ich bin ? – 3:51
17. Wahrheit (feat. Philippe) – 4:10
18. Stadt der Engel (feat. Nyze) – 3:40
19. Leben, das Du nicht kennst – 3:32
20. Outro – 2:01

Edizione limitata (CD + DVD)
1. Tourfilm
2. Live
3. Interview
4. Blow-Up (Mega-Poster a Berlino)
5. Making Of "Alles verloren"
6. Alles verloren
7. Therapie TV